# Косівський державний інститут декоративного мистецтва
Косівський державний інститут декоративного мистецтва — вищий навчальний заклад у Косові, входить до складу Міністерства культури та стратегічних комунікацій України.

## Історія
Передісторія появи навчального закладу починається 1882 року, коли Ткацьким товариством була заснована в Косові ткацька школа, приміщення якої знаходились на території нинішнього гуртожитку інституту. З перших років заснування промислової школи, далі — училища були відкриті відділи художньої різьби по дереву та столярської справи, декоративного ткацтва та килимарства, художньої вишивки, крою та моделювання.
Одним з організаторів та першим директором училища був Михайло Куриленко. До перших викладачів, що складали перші навчальні програми, належали майстри народної творчості В. Гуз, Г. Герасимович, М. Тимків, М. Гулейчук, М. Фединський, П. Дзюбей, В. Кіщук, І. Савченко та інші. В 40 — 50-х роках серед плеяди відомих майстрів в училищі викладав фахові предмети відомий український художник Євген Сагайдачний.
У період німецької окупації школа функціонувала, студенти отримували стипендію завдяки Українському допомоговому комітету, а ті, що були з далеких сіл, проживали в гуртожитку. У повоєнний час навчальний заклад очолює Олексій Соломченко, відомий мистецтвознавець, член Національної Спілки художників України, заслужений діяч мистецтв України.
У 1959—1960 роки в училищі були відкриті нові відділи — художньої кераміки, художньої обробки шкіри та художньої обробки металів. Вагомий внесок в організацію навчально-виховного процесу, формування митців декоративно-прикладного мистецтва та розбудову матеріальної бази училища зробили Ю. Касьяненко, Кива Г. Я. та К. Сусак, які в різні роки очолювали навчальний заклад. У 1970-х роках училище стає Косівським технікумом Народних художніх промислів.
У 1989 році відновлюються два, раніше закритих, відділи — художнього ткацтва та художньої вишивки, а ще через рік відкривається зовсім нова спеціалізація — художній розпис. З 1993 року навчальний заклад набуває статусу коледжу і проводить підготовку фахівців за двоступеневою системою — «молодший спеціаліст» і «бакалавр».
У 2000 році Наказом Кабінету Міністрів України на базі коледжу створено Косівський державний інститут прикладного та декоративного мистецтва.
10 вересня 2022 року розпорядженням Кабінету Міністрів України на базі Косівського інституту прикладного та декоративного мистецтва та Косівського фахового коледжу прикладного та декоративного мистецтва Львівської національної академії мистецтв утворено Косівський державний інститут декоративного мистецтва, який підпорядкували Міністерству культури та інформаційної політики.

## Фаховий коледж
17 лютого 2020 року на засіданні Вченої ради Львівської національної академії мистецтв Косівське училище прикладного та декоративного мистецтва перейменовано на Косівський фаховий коледж прикладного та декоративного мистецтва. 2022 року навчальний заклад реорганізовано у Фаховий коледж Косівського державного інституту декоративного мистецтва.
Директор — Стеф'юк Роман Григорович (від 2017).

## Сучасність
За час свого існування[коли?] навчальний заклад підготував близько 3 тис. спеціалістів для художньої промисловості України та країн ближнього і далекого зарубіжжя. Студенти інституту беруть участь в міжнародних фестивалях, конкурсах, де займають призові місця, є лауреатами золотих та срібних медалей, дипломів, неодноразово нагороджувались грамотами та призами.
В інституті є власний музей — науково-пізнавальний центр, в якому зберігається мистецька спадщина кількох поколінь майстрів народної творчості Гуцульщини, найкращі дипломні роботи студентів з часу заснування навчального закладу. Музей відвідало понад 500 зарубіжних делегацій із всіх країн ближнього зарубіжжя, а також Англії, Франції, США, Канади, Австралії, Китаю, Японії, Німеччини, Польщі, Куби, Румунії, Чехословаччини, Югославії, Греції, Італії (близько 50-ти країн світу). Матеріали музею послужили для створення понад 40 кінофільмів вітчизняних та зарубіжних кіностудій.

## Спеціальності
Косівський інститут прикладного та декоративного мистецтва ЛНАМ проводить підготовку фахівців за такими спеціальностями:
- Дизайн;
- Образотворче мистецтво, декоративне мистецтво, реставрація;
- Менеджмент соціокультурної діяльності.

## Директори
- Михайло Куриленко (1939),
- О. Ремига (1940–1941),
- М. Гулейчук (1941–1944),
- Олексій Соломченко (1945–1962),
- П. Сидоренко (1962–1965),
- Ю. Касьяненко (1965–1972, 1979–1981),
- Галина Кива (1972–1979),
- Катерина Сусак (1981–1990, 1994–2001),
- Василь Чіх (1990–1994),
- Марія Гринюк (2001–2006),
- Святослав Мартинюк (2006—?),
- Вікторія Дутка-Жаворонкова — в. о. ректора.